# Alfie Boe
Alfred Giovanni Roncalli Boe OBE (sinh ngày 29 tháng 9 năm 1973) là một nam diễn viên, ca sĩ  giọng nam cao người Anh, được biết đến nhiều với vai trò là người biểu diễn trong sân khấu nhạc kịch.
Ông được biết đến với vai diễn Jean Valjean trong vở nhạc kịch Những người khốn khổ tại Nhà hát Nữ hoàng ở Luân Đôn. Ông đóng vai chính trong Finding Neverland trên Broadway bắt đầu từ ngày 29 tháng 3 năm 2016. Ngoài ra, Boe dành một giải thưởng Tony chung với các thành viên khác của dàn diễn viên trong bộ phim phiên bản làm lại năm 2002 của Baz Luhrmann về La bohème vào năm 2003. Ông đã bán được hơn một triệu album ở Vương quốc Anh.